# Light Support Vehicle Wheeled
Light Support Vehicle Wheeled (LSVW) – kanadyjski lekki pojazd wielozadaniowy. Używany przez Kanadyjskie Siły Zbrojne od roku 1993. Oparty konstrukcyjnie na włoskim pojeździe Iveco 40.10.
Pojazd LSVW został zaprojektowany przez Western Star Trucks Inc. na podstawie Iveco 40.10. Pojazd wszedł do służby w Kanadyjskich Siłach Zbrojnych roku 1993 i zastąpił starsze pojazdy.
LSVW jest używany do transportu żołnierzy oraz lekkich ładunków. Posiada ładowność użytkową wynoszącą 1,5 t. Ponadto przystosowany jest do holowania przyczep, co powiększa możliwości  transportowe o 850 kg.
Pojazdy można transportować samolotem C-130 Herkules. W ładowni samolotu mieszczą się dwa pojazdy LSVW.